# Passiflora guentheri
Passiflora guentheri är en passionsblomsväxtart som beskrevs av Hermann August Theodor Harms. Passiflora guentheri ingår i släktet passionsblommor, och familjen passionsblomsväxter. Inga underarter finns listade i Catalogue of Life.